# Охтен
Охтен (нід. Ochten) — село в нідерландській провінції Гелдерланд. Входить до муніципалітету Недер-Бетюве.
Його площа становить 11,52км², а населення станом на 2021 рік складало 5 050 осіб.
Перша згадка про населений пункт датується 9-им сторіччям. До 1818 року мало статус окремого муніципалітету.

## Галерея

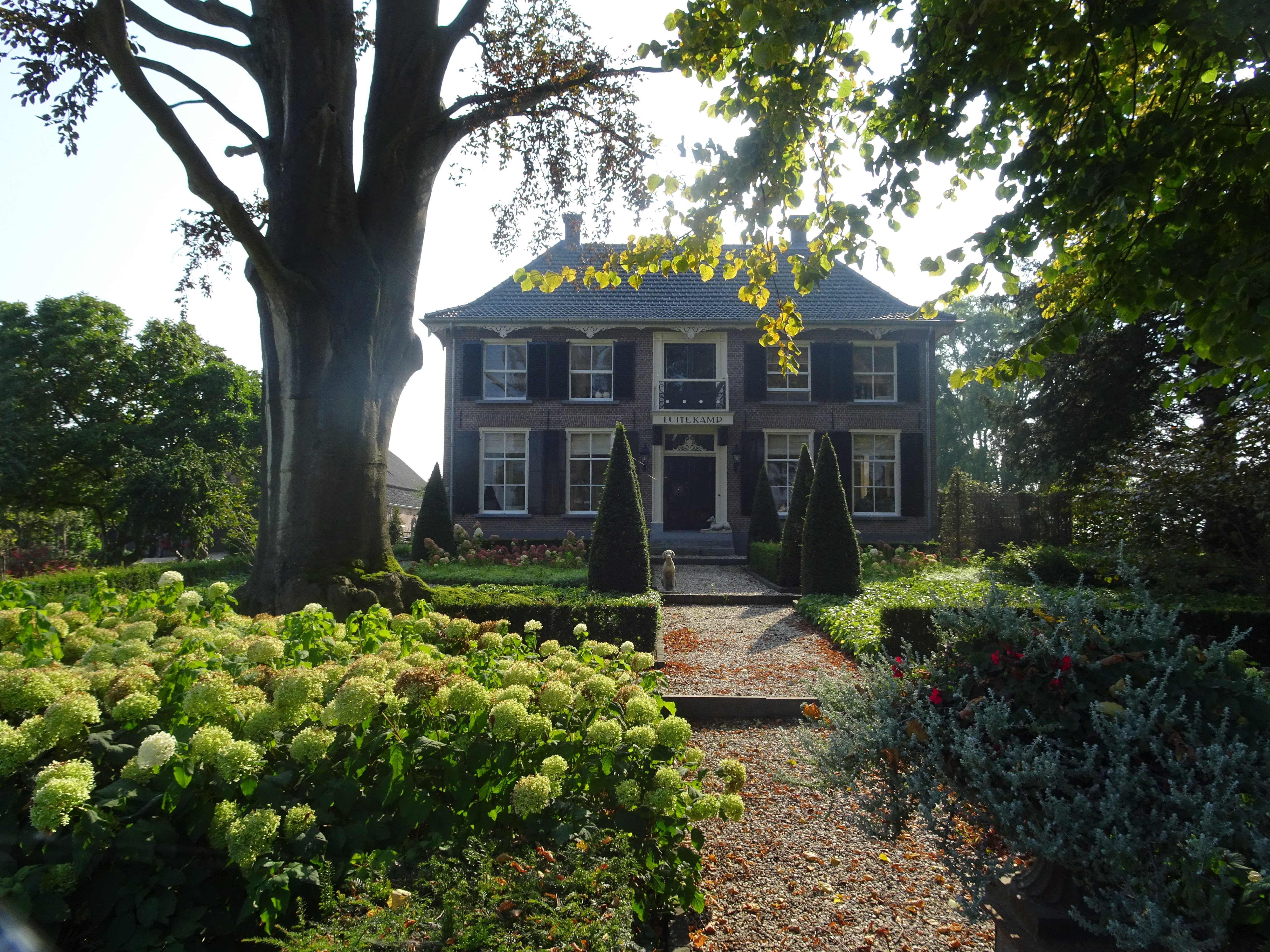
Вілла Luitekamp
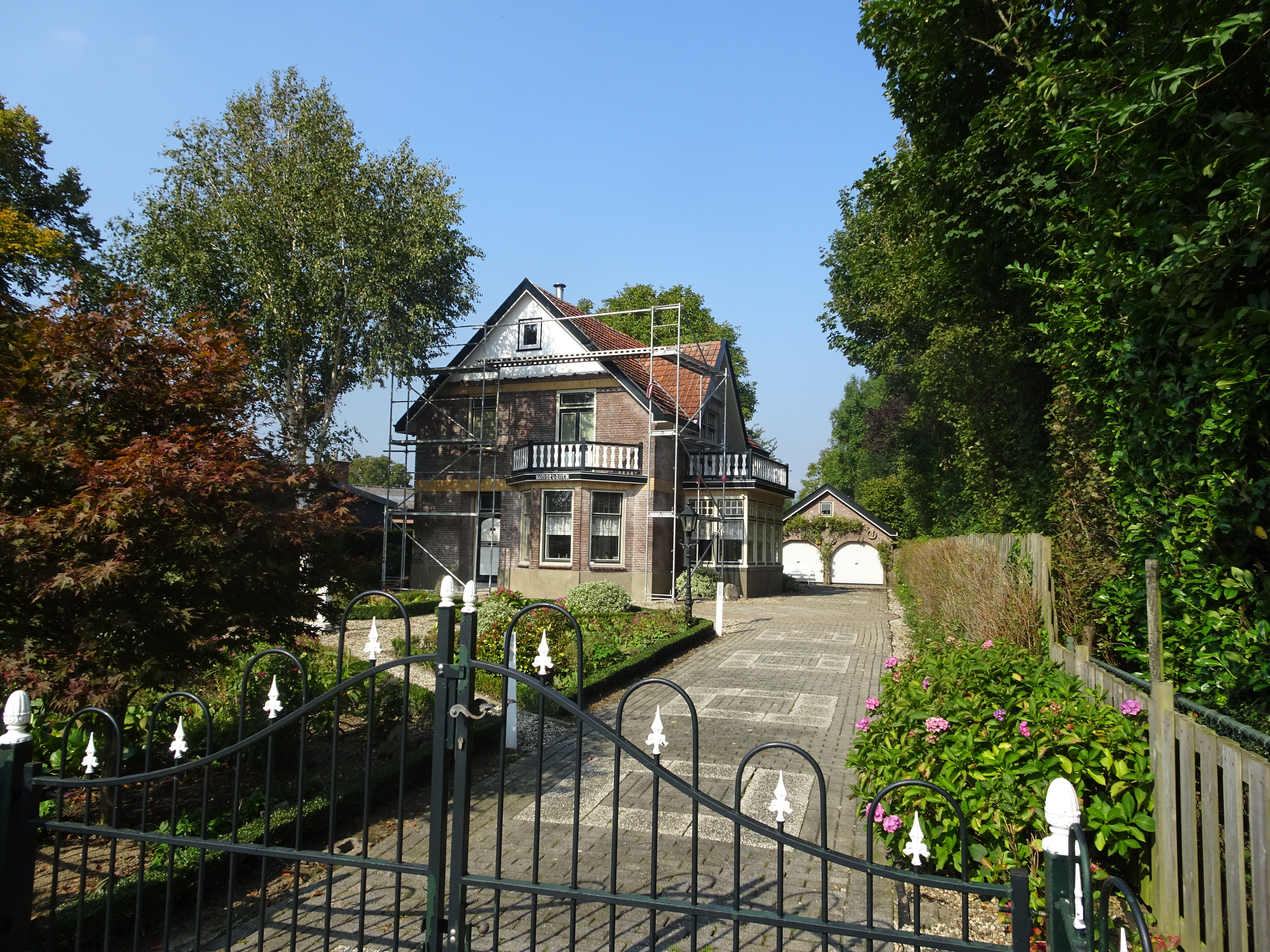
Вілла Sonnevanck
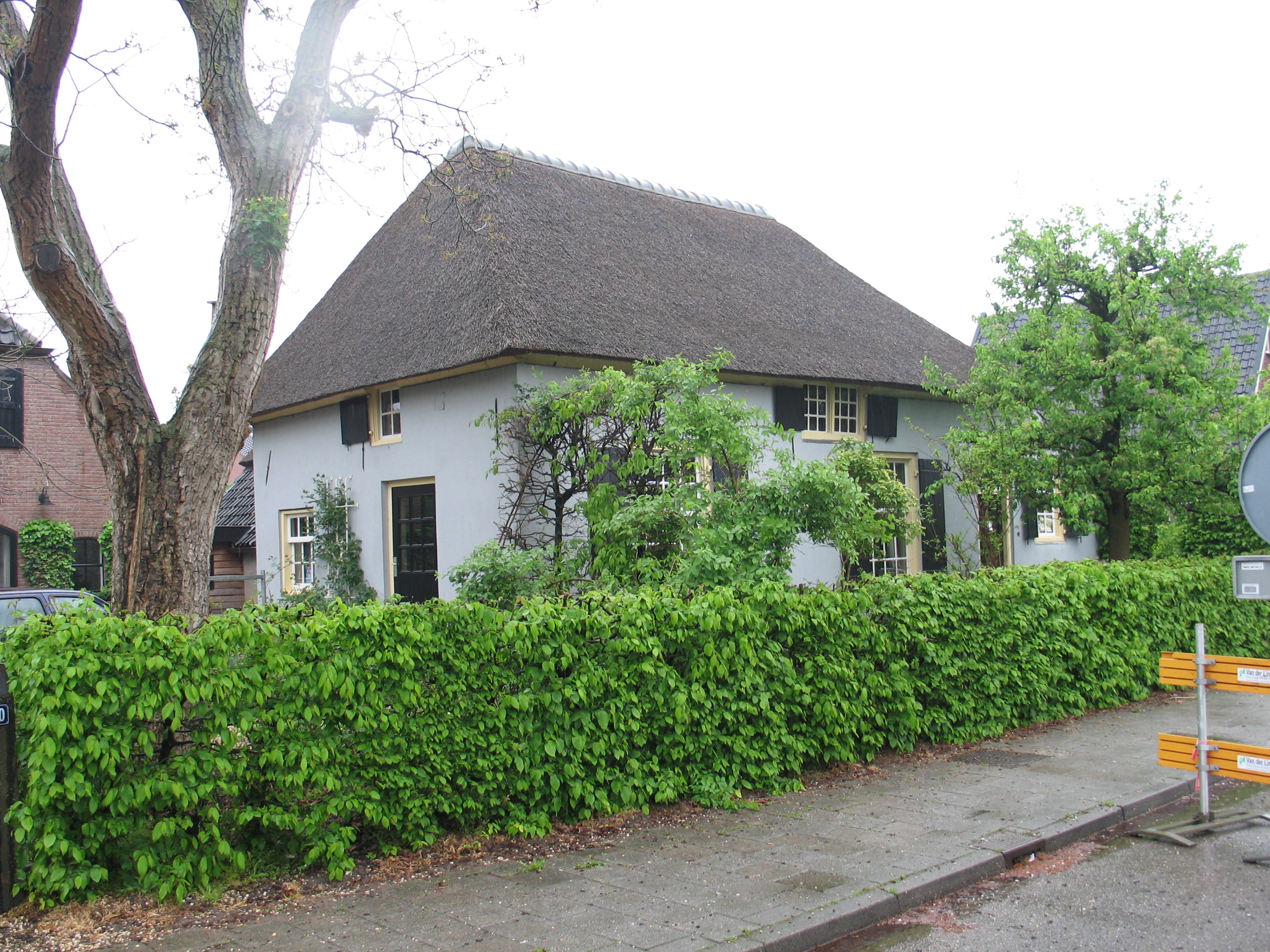
Ферма
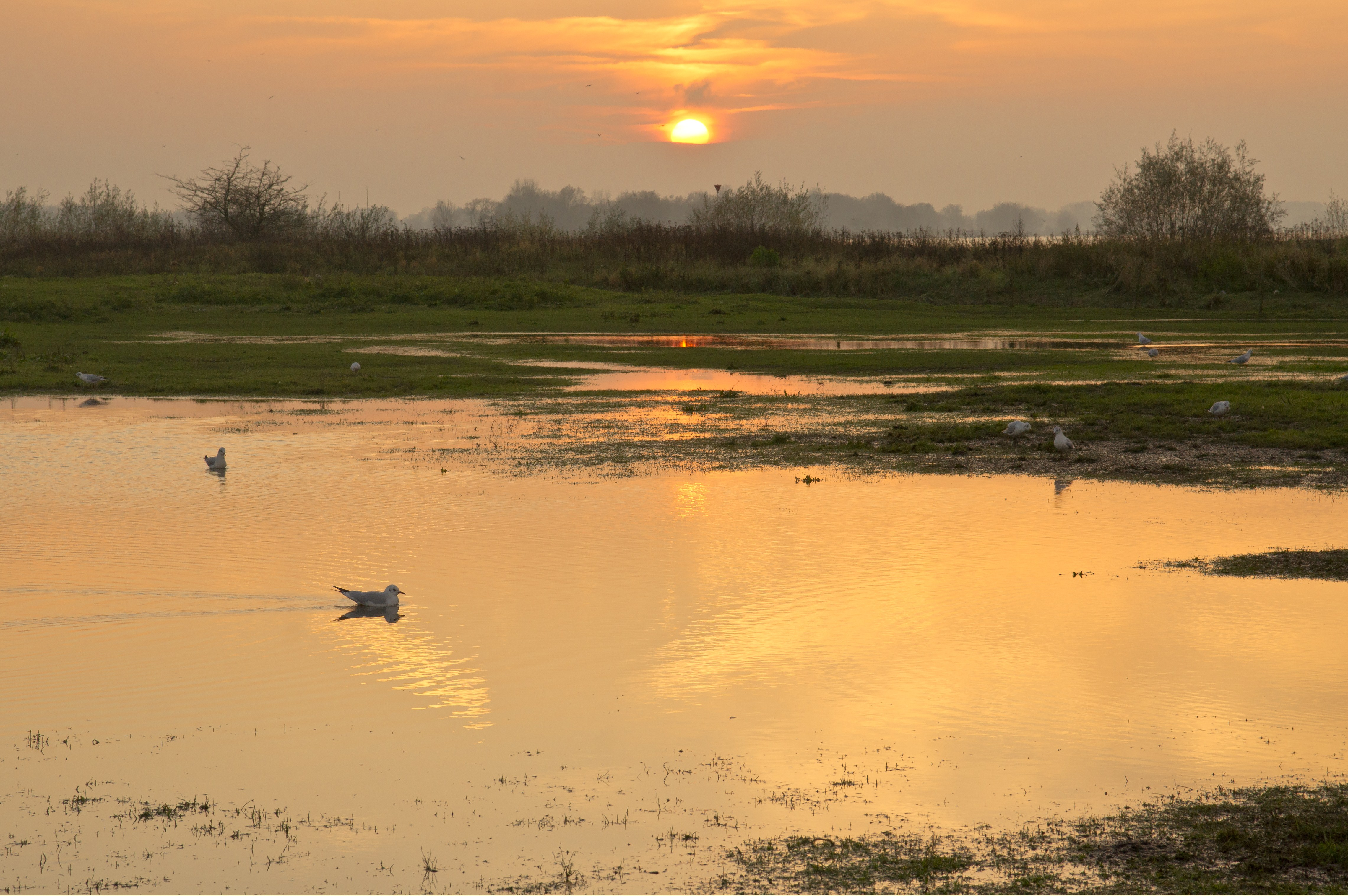
Захід сонца на Ваалі